# Josué Barbosa Lira
Josué Barbosa Lira (Condeúba, 16 de janeiro de 1933 — São Paulo, 3 de dezembro de 2001) foi um cantor evangélico brasileiro e um dos artistas que mais gravaram na música brasileira, tendo lançado cerca de 136 LPs, 17 discos compactos e 6 CDs, além de outros discos de 78 rpm no início da carreira.

## Vida artística no meio secular e conversão
Josué Lira chegou em São Paulo com 16 anos de idade, começando logo a trabalhar e estudar no curso de Química. Depois de formado não exerceu a profissão, por ter descoberto seu talento para a Música, cantando em boates, clubes noturnos e etc.
Após a conversão, em 1961, gravou o primeiro disco, ainda em 78 rotações, além de outros 17 compactos. Com os LPs chegou ao recorde de gravações, com média de 9 LPs por ano, em diversas gravadoras, como Louvores do Coração, Bandeira Branca, Bom Pastor, Doce Harmonia, Califórnia, Cartaz Discos, Copacabana, Recanto dos Evangélicos, Novo Horizonte e muitas outras. Nas produções, o uso de ritmos variados, como country, marcha, guarânia, valsa, rock, jazz, blues, dentre outros, o que lhe proporcionou muitas viagens pelo Brasil e outros oito países: Portugal, Itália, Espanha, Chile, Equador, Uruguai, Paraguai e Argentina.
Discos especiais também foram gravados, como o seu 100º LP, em homenagem à igreja Assembleia de Deus - onde menciona nomes de pastores, missionários pertencentes à denominação em todo o País -, e o 120º LP.
Em 2007, a Câmara Municipal de São Paulo aprovou o Projeto de Lei do vereador Adolfo Quintas, de homenagem ao cantor e compositor, denominando Praça Comendador Josué Barbosa Lira uma praça no bairro Parque Sônia, Distrito de São Miguel Paulista.

## Discografia
Discos em 78 rpm
- O Profeta Jeremias

Discos compactos
- Pregando o Evangelho
- Vamos Remidos
- Louvai ao Senhor - 1967
- Descanso no Poder de Deus
- Jesus é a Luz do Mundo
- Jesus é Bom
- Salmo 51
- Sim é Maravilhoso
- Josué Lira Canta Aleluia
- Vou Morar com Jesus
- Promessa de Cristo
- Fui Transgressor
- Buscai Primeiro o Reino de Deus
- A Mensagem que Cura
- Jesus é Meu Guia

LPs
- As Dez Virgens (João Quintino & Josué)
- Manso e Suave
- Eterno Salvador
- Onde Deus Está
- Quando o Sol se escurecer
- Só Falta Você
- Tem Lugar para mais um
- Cantarei Hosanas
- Cristo tem Poder
- Lírio dos Vales
- Em Uma Nuvem Descerá
- Cristo Fiel Amigo
- Josué Lira conta a História da Cruz
- Se você não vai, deixa-me seguir
- O Fim vem
- O Senhor é Meu Pastor
- Deus e Suas maravilhas
- Jesus Vem
- Capa de Bartimeu 1978
- Dobre o Joelho em Oração
- Terra que mata os Profetas
- A Destra do Pai
- Falando com Jesus
- Canções Evangélicas
- Devemos Orar
- Onde Deus Está
- A Porta da Graça
- Chuva de Bênçãos
- Deus falando a Moisés (Josué & Josué)
- Quero ouvir Jesus falar
- Segue Nas Pisadas do Mestre
- Amor de Deus
- É Isto que me faz cantar
- Hinos Evangélicos
- Uma Voz no Brasil Para Cristo
- Bendize, Ó Minha Alma, Ao Senhor
- Eu Vivo Porque Vives Senhor
- À Sombra do Onipotente - Corinhos
- Jesus passeando entre nós
- Não quero saber quem eu era
- Louvarei ao Senhor (1967)
- Só o Senhor é Deus (1970)
- Jesus me Curou (Bompastor, 1972)
- Santa Cidade (Bompastor, 1972)
- Raiou uma Estrela (GCS, 1974)
- Diga ao Povo que Marche (GCS)
- Chegada na Glória (Louvores do Coração, 1975)
- Somente pela Fé (Louvores do Coração, 1976)
- Israel Liberto (1976)
- Oração pela Pátria
- Crente Fiel
- Jesus Cristo é o Senhor
- O Milagre da Oração
- Cânticos Evangélicos (1976)
- O mar vermelho se Abriu (RDE, 1977)
- Corinhos (RDE, 1977)
- Em teus Braços (Bandeira Branca, 1977)
- A Benção chegou (RDE, 1977)
- Abrigo Perfeito (Califórnia, 1977)
- Obreiro do Senhor (Som Evangélico, 1978)
- Seleção de Louvores (Louvores do Coração, 1978)
- Mercado na Igreja (Louvores do Coração, 1979)
- A Torre de Babel (RDE, 1979)
- Corinhos, corinhos (RDE, 1979)
- Fala Deus (Lindos Cânticos, 1979)
- Pare pra pensar (1979)
- História das Assembleias de Deus - 100º LP (Doce Harmonia, 1979)
- Deus de Visões (RDE, 1979)
- Que Alegria - Corinhos (1981)
- Comemorativo aos 120 lançamentos (Novo Horizonte, 1981)
- Os melhores de Josué B. Lira (Louvores do Coração, 1983)
- Jesus já vem aí (Louvores do Coração, 1983)
- As profecias não falham (1984)
- O Propósito de Deus (Califórnia, 1987)
- A Fé Perfeita em Deus (1989)